# Gail Rebuck
Gail Ruth Rebuck (née le 10 février 1952) est une éditrice britannique et présidente des opérations britanniques du groupe international d'édition de livres Penguin Random House.
Elle siège à la Chambre des lords en tant que travailliste.

## Biographie
Le grand-père juif letton de Rebuck et son propre père sont tous deux dans le commerce de chiffon à Londres. Sa mère est une juive hollandaise. À l'âge de quatre ans, elle est envoyée au Lycée français Charles-de-Gaulle, à Londres, où elle apprend à lire et à écrire en français avant de le faire en anglais. Elle obtient un diplôme en histoire intellectuelle de l'Université du Sussex en 1974.
Rebuck travaille pour plusieurs éditeurs indépendants et dirige une collection de poche pour Hamlyn avant de mettre ses propres fonds dans une nouvelle collection, Century. Après une fusion avec Hutchinson en 1985, Century Hutchinson est repris par Random House UK en 1989. Elle est nommée président et directeur général de Random House UK en 1991.
En février 2013, elle est évaluée comme la dixième femme la plus puissante du Royaume-Uni par Woman's Hour sur BBC Radio 4.
En février 2015, elle succède à Neil Cossons comme provost et président du conseil (l'organe directeur) du Royal College of Art ; elle rejoint le conseil de RCA en 1999.
Elle est mariée à Philip Gould, Lord Gould de Brookwood, jusqu'à sa mort en novembre 2011. Ils ont deux filles, Georgia Gould, ministre, et Grace Gould.
Rebuck est nommée Commandeur de l'Ordre de l'Empire britannique (CBE) dans les honneurs du Nouvel An 2000, et promue Dame Commander (DBE) dans les honneurs d'anniversaire de 2009.
Elle est créée pair à vie le 18 septembre 2014, prenant le titre de baronne Rebuck, de Bloomsbury dans le quartier londonien de Camden.